# Balagoda (Bolani)
Balagoda (Bolani) é uma vila no distrito de Kendujhar, no estado indiano de Orissa.

## Demografia
Segundo o censo de 2001, Balagoda (Bolani) tinha uma população de 11,830 habitantes. Os indivíduos do sexo masculino constituem 53% da população e os do sexo feminino 47%. Balagoda (Bolani) tem uma taxa de literacia de 63%, superior à média nacional de 59.5%; com 61% para o sexo masculino e 39% para o sexo feminino. 14% da população está abaixo dos 6 anos de idade.